# Plagiaulos

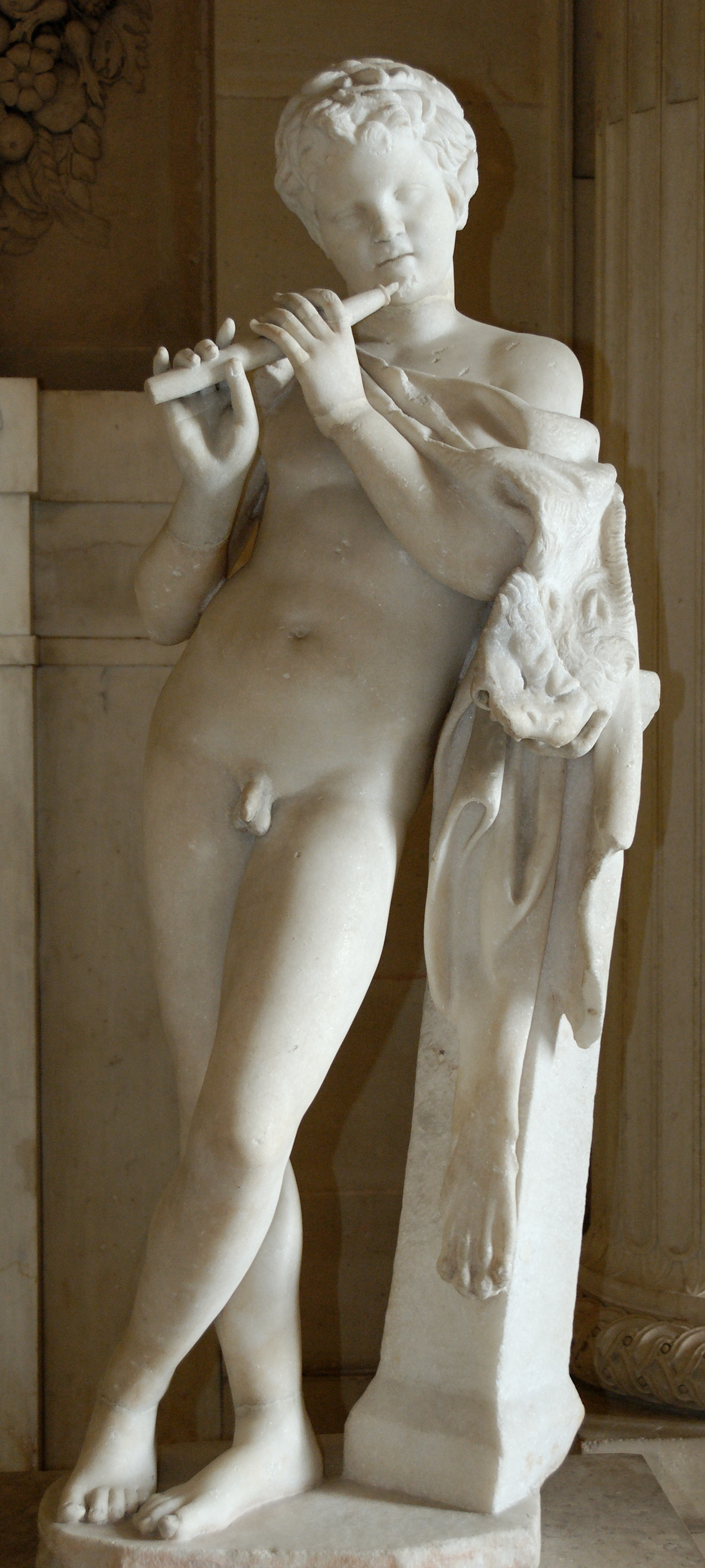
Satire jouant du plagiaulos, marbre, Ve siècle-IIe siècle

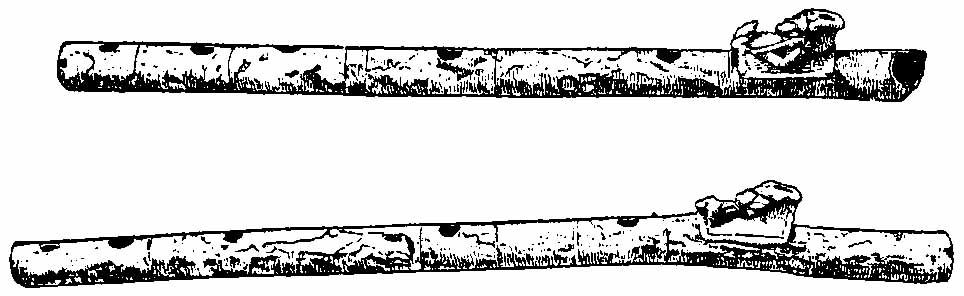
Dessin du Plagiaulos

Le Plagiaulos est un type d'aulos (du grec αὐλός, pluriel αὐλοί, auloi) ou de tibia (à Rome), un instrument de musique à vent de l'Antiquité classique, souvent dépeint dans l'art et attesté par l'archéologie.

## Facture
Le plagiaulos (πλαγίαυλος, de πλάγιος « de côté ») est un instrument formé d'un seul tuyau, fabriqué en roseau, en bois ou même ivoire, tenu horizontalement pour en jouer comme d'une flûte traversière.
La variété la plus commune est un instrument à anche percé de trois ou six trous. Les découvertes archéologiques,,,,,,  et des  iconographies indiquent qu'elle était habituellement à anche double, comme un hautbois; néanmoins l'existence de variantes simples ne peut pas être écartée,.

## Jeu
Comme l'aulos il est très utilisé à l'époque archaïque, où il accompagne la poésie lyrique.
Chez les Étrusques, il est souvent utilisé dans les banquets aux funérailles ou encore pendant les sacrifices religieux, mais aussi dans la marine de guerre, pour rythmer les mouvements de rame,,,,

## Source
- Encyclopædia Britannica, Vol.2, p.  920, 1911.